# ورزشگاه سنت الیا
 ورزشگاه سنت الیا  (به ایتالیایی: Stadio Sant'Elia) ورزشگاهی در شهر کالیاری در کشور ایتالیا است.
بازی‌های خانگی باشگاه فوتبال کالیاری در این ورزشگاه برگزار می‌شود.